# Phasia albopunctata
Phasia albopunctata là một loài ruồi trong họ Tachinidae.